# (3282) Spencer Jones
(3282) Spencer Jones es un asteroide perteneciente al cinturón de asteroides, descubierto el 19 de febrero de 1949 por el equipo de la Universidad de Indiana desde el Observatorio Goethe Link, Brooklyn (Estados Unidos).

## Designación y nombre
Designado provisionalmente como 1949 DA. Fue nombrado Spencer Jones en honor del astrónomo británico Harold Spencer Jones.